# بسته ردیفی زیگزاگی

بسته ردیفی زیگزاگی

بسته ردیفی زیگزاگی (ZIP) یک فناوری بسته‌بندی برای مدارهای مجتمع است. این به عنوان جایگزینی برای بسته‌بندی ردیفی دوطرفه (DIL یا DIP) در نظر گرفته شده بود. ZIP یک مدار مجتمع است که در یک قطعه پلاستیکی با ۱۶، ۲۰، ۲۸ یا ۴۰ پین محصور شده‌است، اندازه آن (برای بسته ZIP-20) حدود ۳ میلی‌متر x 30 میلی‌متر x 10 میلی‌متر است. پین‌های بسته در دو ردیف از یکی از لبه‌های درازتر بیرون زده‌است. دو ردیف با ۱٫۲۷ میلی‌متر (۰٫۰۵ اینچ) چیده شده‌اند، ظاهر زیگزاگی به آنها می‌بخشد و اجازه می‌دهد فاصله‌داری آنها بیشتر از شبکه مستطیلی باشد. پین‌ها در سوراخ‌های یک برد مدار چاپی وارد می‌شوند و بسته‌ها در زاویه-قائمه با برد قرار می‌گیرند و به آنها اجازه می‌دهد تا از DIPهای هم اندازه به‌هم نزدیک‌تر قرار گیرند. ZIPها اکنون با بسته‌های نصب-سطحی مانند بسته‌های برون‌خط-کوچک (TSOP) جایگزین شده‌اند، اما هنوز در حال استفاده هستند.

قطعات توان-بالا (مانند آی‌سی‌های آپ‌امپ ولتاژ-بالا، تنظیم‌کننده‌های ولتاژ و ICهای راه‌انداز موتور) هنوز در یک بسته با طرح‌پین زیگزاگی (و معمولاً روی یک گرماگیر پیچ می‌شوند) تولید می‌شوند. این بسته‌های زیگزاگی شامل تغییراتی در TO220 مانند «TO220S»، «سَرهای جابه‌جا چیده شده TO-220-11»، «سَرهای جابه‌جا چیده شده TO-220-15» و اچ‌زیپ است. علائم تجاری پنت‌وات یا هگزاوات همچنین برای تراشه‌ها در بسته‌های قدرت چند-سردار مانند TDA2002/2003/2020/2030 و L200 استفاده می‌شود.

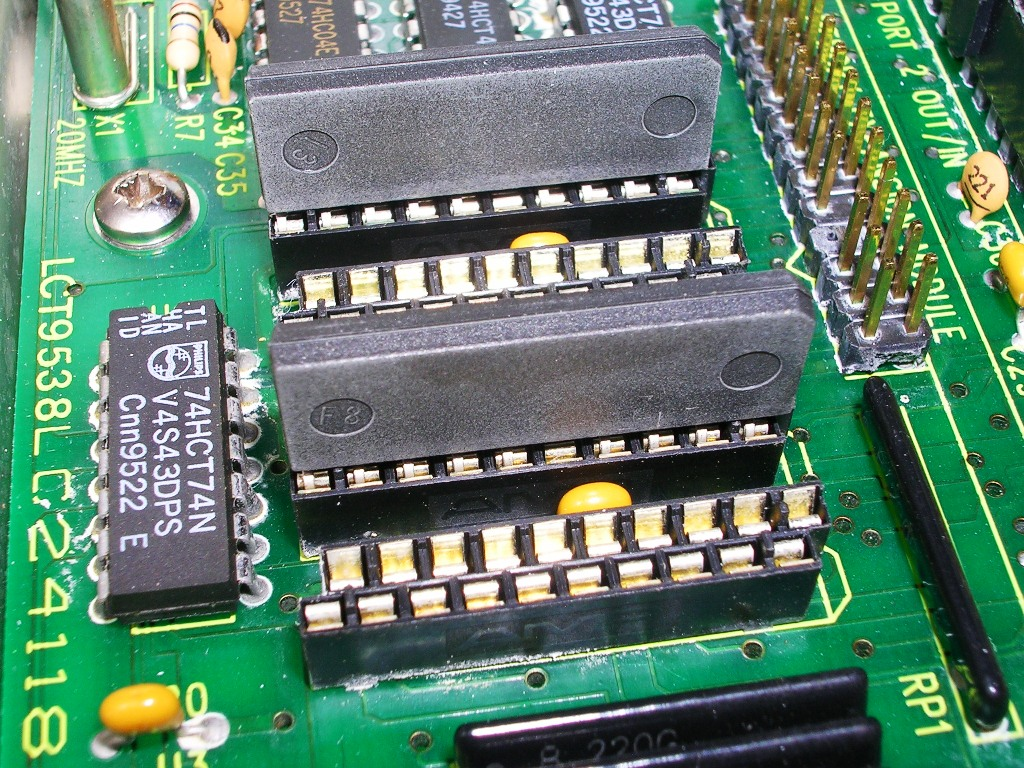
تراشه‌های ZIP در سوکت‌های ZIP
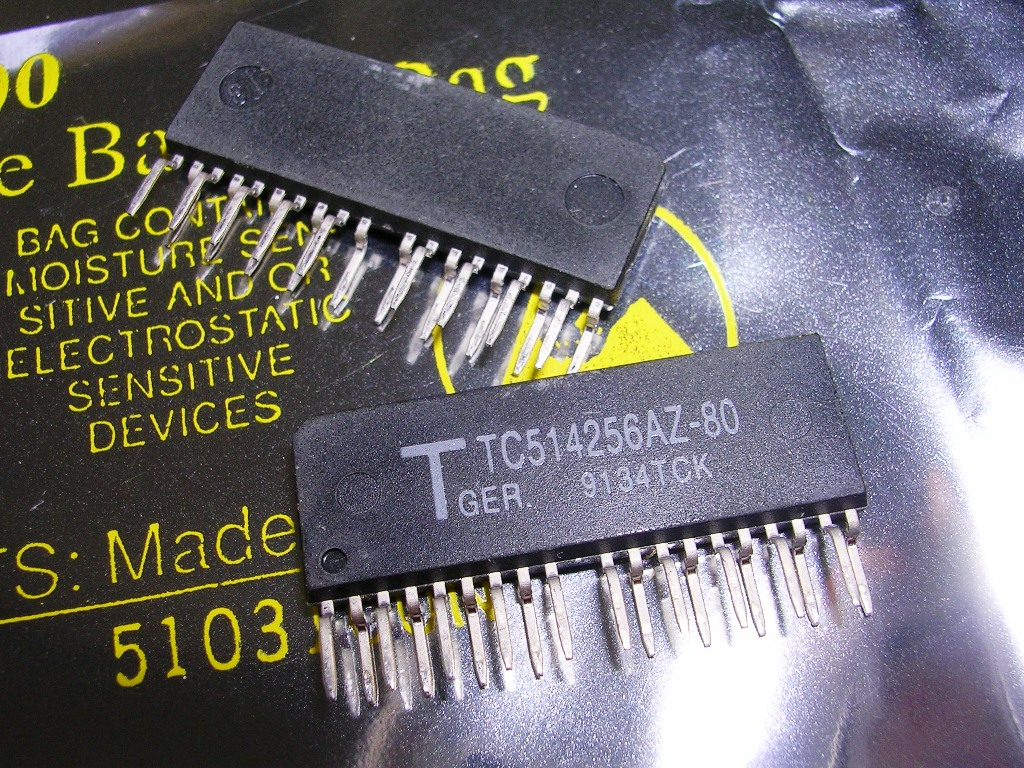
تراشه‌های ZIP